# Amator
Amator (Nederlands: Amateur) is een Poolse dramafilm onder regie van Krzysztof Kieślowski, die werd uitgebracht in 1979.

## Verhaal
Fabrieksmedewerker Filip Mosz koopt een filmcamera waarmee hij de geboorte en ontwikkeling van zijn dochter vastlegt. Zijn baas geeft hem de opdracht een film te maken ter gelegenheid van het 25-jarig jubileum van het bedrijf. Filip wint voor deze film een prijs. Zijn fascinatie voor film verandert zijn leven en hij veronachtzaamt zijn verantwoordelijkheden richting zijn gezin.
Een televisiestation zendt Filips film uit over een collega in de fabriek evenals een film over verkeerd bestede stadsvernieuwingsfondsen. Filip krijgt een berisping van zijn baas: vanwege zijn onthulling zal het werk aan de nieuwe kleuterschool moeten stoppen en Stanislaw Osuch, hoofd van de ondernemingsraad en leidinggevende van Filip, verliest zijn baan. Filip onttrekt op het laatste moment zijn nog niet ontwikkelde film over een niet functionerende steenfabriek aan verzending en maakt deze onbruikbaar door blootstelling aan licht. Wanneer hij vervolgens alleen thuis is, omdat zijn vrouw en dochter hem hebben verlaten vanwege zijn obsessie met filmen, richt Filip zijn camera op zichzelf.

## Rolverdeling
| Acteur               | Personage                                 |
| -------------------- | ----------------------------------------- |
| Jerzy Stuhr          | Filip Mosz                                |
| Malgorzata Zabkowska | Irka Mosz, Filips vrouw                   |
| Ewa Pokas            | Anna Wlodarczyk                           |
| Stefan Czyzewski     | fabrieksdirecteur                         |
| Jerzy Nowak          | Stanislaw Osuch, leidinggevende van Filip |
| Tadeusz Bradecki     | Witek Jachowicz, Filips vriend            |
| Marek Litewka        | Piotrek Krawczyk, Filips buurman          |
| Boguslaw Sobczuk     | Kedzierski, televisieredacteur            |
| Krzysztof Zanussi    | zichzelf                                  |
| Andrzej Jurga        | zichzelf                                  |

## Prijzen en nominaties
De film won in 1979 de eerste prijs op het Internationaal filmfestival van Moskou en de Gouden Leeuw op het Pools filmfestival.